# Семпольно-Велике
Семпольно-Велике (пол. Sępolno Wielkie) — село в Польщі, у гміні Білий Бур Щецинецького повіту Західнопоморського воєводства.
Населення — 396 осіб (2011).
У 1975-1998 роках село належало до Кошалінського воєводства.

## Демографія
Демографічна структура станом на 31 березня 2011 року:
|          | Загалом | Допрацездатний вік | Працездатний вік | Постпрацездатний вік |
| -------- | ------- | ------------------ | ---------------- | -------------------- |
| Чоловіки | 217     | 62                 | 140              | 15                   |
| Жінки    | 179     | 45                 | 99               | 35                   |
| Разом    | 396     | 107                | 239              | 50                   |